# 수잔 보일
수전 막달라네 보일(수잔 막달라네 보일, Susan Magdalane Boyle, 1961년 4월 1일 ~ ) 은 스코틀랜드의 가수로, 브리튼스 갓 탤런트의 경연 대회에서 두각을 나타내어 대중의 관심을 받게 되었다. 보일은 2009년 4월 11일 영국 방송의 첫 참가전에서 레미제라블의 "I Dreamed a Dream"를 불러 유명해졌다.
보일은 항상 노래를 즐겨 부른다. 그녀는 에든버러 연기 학교에 다녔으며, 에든버러 프린지(Edinburgh Fringe)에 참가하였다. 브리튼스 갓 탤런드에 출연하기 전에는 주로 자신이 사는 동네의 술집, 가라오케, 교회에서 노래를 불렀다. 보일은 "My Kind of People"에 수 차례 지원하기도 하였다.
수잔 보일이 브리튼즈 갓 탤런트에서 무대에 서자, 청중과 심사위원들은 그녀의 볼품없는 외모 때문에 비웃는듯한 분위기였다. 그러나 보일이 노래를 시작하자마자 그는 청중의 기립 박수를 받고, 심사위원 모두 보일에 찬사를 보내었다. 수잔 보일은 "사이먼 코웰을 입다물게 한 여자"로 불렸다. 이후 수잔 보일은 세계적인 관심을 끌었다. 그녀에 대한 뉴스 기사가 전 세계로 퍼졌으며, 보일의 오디션 동영상 조회수는 온라인에서 기록을 세웠다. 보일이 텔레비전에서 데뷔하고 9일동안 보일의 오디션, 인터뷰, 1999년 그녀의 "Cry Me a River"의 인터넷 조회수는 총 1억회에 이르렀다. 코웰은 소니 뮤직의 자회사인 자신의 사이코 뮤직 회사에서 보일과 계약을 맺기로 하였다고 한다.

## 어린 시절
보일은 스코틀랜드 웨스트로디언 블랙번에서 태어났고, 제2차 세계 대전당시 광부로 일했던 아버지 패트릭 보일과 속기사 일을하던 어머니(브리짓) 사이에서 태어났다. 보일은 네 명의 형제와 여섯 명의 자매 중 막내였었다. 당시 어머니가 수잔을 출산할때의 나이가 47살이라서 출산 중 많은 어려움을 겪었고, 이로 인해 발달 장애와 같은 것이 생겼다. 보일은 학교를 다닐적에 왕따였다고 밝히며, 발달 장애 때문에 배우는게 매우 더뎌 선생님들께도 많이 맞으며 공부를 해야했다고 한다. 또한 "심플 수지"라는 별명이 있었다.
2012년 아스퍼거 증후군이 있었음을 알게 되었고 이듬해 언론 인터뷰를 통해 그 사실을 공개하였다.

## 음반 목록

### 정규 음반
| 연도   | 음반 정보                                                                                        | 차트 최고순위 | 차트 최고순위 | 차트 최고순위 | 차트 최고순위 | 차트 최고순위 | 차트 최고순위 | 차트 최고순위 | 차트 최고순위 | 차트 최고순위 | 차트 최고순위 | 음반 판매량 인증                                                         | 판매량                                                          |
| 연도   | 음반 정보                                                                                        | UK            | IRE           | US            | AUS           | NZ            | CAN           | SWI           | NL            | JPN           | SPA           | 음반 판매량 인증                                                         | 판매량                                                          |
| ------ | ------------------------------------------------------------------------------------------------ | ------------- | ------------- | ------------- | ------------- | ------------- | ------------- | ------------- | ------------- | ------------- | ------------- | ------------------------------------------------------------------------ | --------------------------------------------------------------- |
| 2009년 | I Dreamed a Dream - 데뷔 정규 음반 - 2009년 11월 23일 발매 - 레이블: 사이코/컬럼비아 레코드      | 1             | 1             | 1             | 1             | 1             | 1             | 1             | 2             | 3             | 10            | - NZ: 9x platinum - AUS: 7x Platinum - UK: 4x Platinum - US: 2x Platinum | - US: 2,400,000+ - UK: 1,300,000 - NZ: 135,000+ - AUS: 490,000+ |
| 2010   | The Gift - 발매일자: 2010년 11월 8일 - 레이블: Syco, 컬럼비아 레코드 - 포맷: CD, 디지털 다운로드 | 1             | 2             | 1             | 7             | 5             | —             | 1             | 1             | 19            | 1             | - AUS: 플래티넘 - NZ: 3× 플래티넘                                        |                                                                 |

### 싱글
- Wild Horses (2009년 11월 15일)

## 수상 및 후보
| 연도 | 시상식   | 수상 부문                               | 결과 |
| ---- | -------- | --------------------------------------- | ---- |
| 2011 | 그래미상 | 최우수 팝 보컬 앨범 - I Dreamed a Dream | 후보 |